# Road Rash
Road Rash é uma série de videogames de corrida em motocicleta da Electronic Arts no qual o jogador participa de violentos pegas, ou rachas de moto em rodovias. Os jogos foram desenvolvidos originalmente para Mega Drive, mas foram convertidos para diversos outros sistemas. Entre 1991 e 1999 foram lançados seis versões do jogo, e em 2004 uma conversão licenciada foi produzida para Game Boy Advance. Road Rash foi o primeiro jogo de corrida a promover o combate físico entre os participantes e seu nome faz referência aos ferimentos decorrentes das quedas em alta velocidade.

## Visão geral
Os jogos possuem uma perspectiva de visão em terceira pessoa, semelhante a do jogo Hang-On, o jogador compete em corridas de rua e precisa terminar no mínimo entre os três primeiros lugares em todas as corridas para prosseguir ao próximo nível. Com o avanço no jogo, os oponentes se tornam mais rápidos e combativos e o comprimento das pistas aumenta, ficando mais perigosas. A classificação final nas provas é acompanhada de uma premiação em dinheiro que pode ser usado para comprar motos mais rápidas – necessárias para se manter competitivo – o jogo termina se o jogador não pode pagar pelos consertos na moto ou se não pode pagar a fiança ao ser preso.

## Jogabilidade
Uma das inovações trazidas por Road Rash foi a adição de um elemento vertical aos jogos de corrida. Em jogos anteriores, o veículo do jogador permanecia em um plano horizontal fixo, se movendo basicamente para a direita ou a esquerda (vide Pole Position). Em Road Rash, os jogadores precisam lidar com mudanças de altitude e a física (mesmo que primitiva quando comparada com os jogos modernos), notadas quando se anda em um monte ou em curvas em aclives. Isso possibilita que a moto seja lançada a uma grande distância sem o controle do jogador.
Road Rash também apresentou um ambiente interativo, com placas, árvores e postes, além de animais como bois e cervos que podem atrapalhar o seu caminho ou serem usados como armas contra os adversários. Além disso, foi um dos primeiros jogos com tráfego, do qual o jogador deve desviar durante a corrida.
Mas o fator que definiu a série foi o seu elemento de combate. O jogador pode brigar com outros motociclistas usando armas de mão. Iniciando apenas com os próprios punhos, podia roubar armas dos adversários e usá-las. Entre as armas disponíveis na série estão pé-de-cabras, cassetetes, nunchakus e correntes. As brigas entre os corredores pode levar um ao chão e danificar a moto.
Os jogos possuem ainda policiais que podem prender o jogador e multá-lo, ao pegá-lo longe de sua moto ou por derrubá-lo durante uma briga.
A série Road Rash foi também um dos primeiros videogames a incluir artistas conhecidos em sua trilha sonora. A versão para 3DO, por exemplo, tinha como fundo músicas da banda Soundgarden.
O jogo também tem um tom de humor. Como por exemplo: quando a motocicleta do jogador bate demais e acaba explodindo, aparece uma cena em que a ambulância chega e leva a moto, deixando o jogador pedindo ajuda ou quando o policial prende o jogador, com o cachorro e jogando com vontade o prisioneiro no porta malas do carro.

## Novo Road Rash
A Electronic Arts anunciou em 2 de novembro de 2006 que uma sequência para Road Rash está em desenvolvimento.
Porém, infelizmente, não foi dada continuação no jogo que teria o nome de "high speed". Motivo: a Eletronic Arts West Coast foi fechada por problemas financeiros. Assim o jogo permanece sem data prevista de lançamento.
O protótipo pode ser encontrado no youtube. Porém um novo jogo feito pela Pixel Dash Studios e EQ Games está sendo desenvolvido chamado de Road Redemption como um sucessor espiritual de Road Rash